# Kris Dahl
Pour les articles homonymes, voir Dahl.
Kristofer "Kris" Dahl, né le 7 juillet 1992 à Calgary, est un coureur cycliste canadien.

## Palmarès sur route

### Par années
- 2010
  - 2e du championnat du Canada du contre-la-montre juniors
  - 3e du championnat du Canada du critérium juniors
- 2012
  - 3e étape du Tour de Bowness
- 2013
  -  Médaillé de bronze du critérium aux Jeux du Canada
- 2014
  -  Champion du Canada du contre-la-montre espoirs
  - 2e du championnat du Canada sur route espoirs
- 2016
  - 1re étape du Tour de l'Utah

### Classements mondiaux
| Année            | 2016 |
| ---------------- | ---- |
| UCI America Tour | 132e |

## Palmarès sur piste
- 2015
  -  Champion du Canada du kilomètre
  - 2e du championnat du Canada de l'omnium

## Palmarès en cyclo-cross
- 2008-2009
  - 2e du championnat du Canada de cyclo-cross juniors
- 2009-2010
  -  Champion du Canada de cyclo-cross juniors